# 국기 제정 기념일
국가 제정 기념일은 국가의 고위 단체가 제정한 기념일이다.

## 특징
사람들이 국가의 중요한 날을 기념하기 위해 국가가 공휴일로 지정한 경우도 있다.

## 종류
- 건국기념일
- 제헌절